# بورسعيد لتداول الحاويات والبضائع
شركة بورسعيد لتداول الحاويات والبضائع، هي إحدى شركة الشحن الحكومية المصرية، ومقرها مدينة بورسعيد، مصر. تقوم الشركة بتشغيل محطة حاويات ميناء غرب بورسعيد.

## التاريخ
تم إنشاء شركة بورسعيد لتداول الحاويات والبضائع لتعمل في مجال تداول وتخزين ونقل الحاويات للساحات المعنية أو المخازن.

## النشاط
تمثل نشاط تداول الحاويات 90% من أنشطة الشركة ووفقاً لذلك يمثل 90% من إيرادات الشركة.

### تداول البضائع
نشاط تداول البضائع كان هو النشاط الرئيسى لشركة القناة للشحن والتفريغ قبل اندماجها مع شركة بورسعيد لتداول الحاويات في عام 1990.
ويعد قطاع تداول البضائع هو القطاع المسئول عن تداول حبوب الصب والشحن والتفريغ لكل أنواع البضائع العامة بكفاءة عالية وقوى بشرية على مستوى عالى من الخبرة.

### الميناء الجاف بالعاشر من رمضان
قامت شركة بورسعيد لتداول الحاويات والبضائع بإنشاء أول ميناء جاف في جمهورية مصر العربية لخدمة المصدرين والمستوردين بالعاشر من رمضان والمدن الجديدة المحيطة بها
وعلى ضوء تطوير وسائل النقل المتعددة في جميع أنحاء العالم ومنذ البدء في تشجيع الموانى الجافة للحاق بهذا التطوير قامت الشركة بإنشاء الميناء الجاف الخاص بها في الرابع عشر من نوفمبر في عام 1996م في مدينة العاشر من رمضان لتقديم أفضل وأسرع خدمات - (من الباب إلى الباب) - في مجال تداول الحاويات والبضائع العامة.
يعتبر الميناء الجاف بالعاشر من رمضان واحد من أفضل الموانئ الجافة التي تقدم خدمات كاملة لكل من الواردات والصادرات الخاصة بالمستوردين والمصدرين.

### تداول الحاويات
بدأ نشاط تداول الحاويات منذ عام 1988 بحجم تداول 25479 حاوية مكافئة ولقد استمرت في النمو سنة تلو الأخرى نتيجة للتطوير المستمر في المحطة والذي تضمن تطوير أرصفة الميناء والساحات والمعدات ونظام الحاسب الألى، حتى وصل في عام 2005/2006 إلى 1026023 حاوية مكافئة.

## الاستثمار
- في عام 2008 تم إضافة عدد (2) ونش رصيف عملاق ليصبح إجمالى عدد أوناش الرصيف العملاقة (9) أوناش تتعامل مع اجيال السفن المختلفة وعدد (2) ونش ساحة عملاق RTG ليصبح إجمالى عدد اوناش الساحة العملاقة (10) أوناش.
- تم إنشاء ساحة إضافية بمساحة 110000 م2 وإضافة مساحات تخزينية ومعدات أرضية تستوعب حجم التداول.
- تحقيق الرابط الإلكتروني بين ساحتى الوارد والصادر بالمنظومة الإلكترونية لجمارك بورسعيد تسهيلاً للإجراءات وجذباً للعملاء.
- تم توريد عدد 5 اوناش تلسكوبية حديثة دعماً للمعدات الأرضية للشركة لخفض زمن دوران الحاوية داخل المحطة ورفع معدلات التداول.
- تم إضافة 5 جرارات موانئ جديدة ليصبح عدد الجرارات 50 جرار.
- تم الانتهاء من تصنيع وتركيب وتشغيل عدد 3 إستاند حديث لحاويات الثلاجة اثنان منهما بساحة الصادر (الساحة الجديدة) يستوعبان عدد 112 حاوية ثلاجة وعدد 1 استاند بساحة الترانزيت يستوعب عدد 56 حاوية ثلاجة إضافة لعدد 3 إستاند بساحة الترانزيت ليصبح إجمالى إستيعاب حاويات الثلاجة بالمحطة 650 حاوية ثلاجة تتوافر لها مصادر القوى الكهربائية اللازمة.
- تم تنفيذ مخطط لإحلال وتجديد وتطوير السيور الناقلة للحبوب (المرحلة الأولى) للمشروع الوطنى لتداول الغلال لزيادة معدل نقل الحبوب من 400 طن / ساعة إلى 600 طن / ساعة وذلك بتكلفة إستثمارية قدرها قرابة 75000 جنيه.
- تم تصنيع وتوريد عدد 3 مرشح (فلتر) بخطوط السحب بواقع خط سحب لكل من السفينة أسوان والمنشأين العائمين رقم 1,2 وذلك بهدف منع التلوث الناتج عن تشغيل ماكينات الشفط التي تعمل على الوحدات العائمة.

## سحب التراخيص
في يناير 2015، أصدرت نقابة العاملين بشركة بورسعيد لتداول الحاويات والبضائع بياناً يحذر من خطر المساس برصيف الشركة، ومن خسارة الدولة الكيان الوطني الوحيد الذي يمارس التداول في البحر المتوسط، ومحاولة تقويض نشاطه لمصلحة الشريك الأجنبي. جاء ذلك في ظل وجود خطابات رسمية بسحب الترخيص ونفى هيئة الميناء، خاصة أن الشركة تحقق دخلا سنويا مباشرا قيمته 500 مليون جنيه، ويعمل بها 2200 شخص عمالة مباشرة، و 15000 كعمالة غير مباشرة.
وأكد بيان اللجنة النقابية للعاملين بشركة بورسعيد لتداول الحاويات أنه في الوقت الذي تقوم فيه شركة بورسعيد لتداول الحاويات والبضائع بتطوير وتعميق الأرصفة الخاصة بها، وإنفاق ما يقرب من 300 مليون جنيه على هذا التطوير من أجل استقبال البواخر العملاقة، مما سيزيد من القدرة التنافسية للشركة وتعظيم الإيرادات ويعود بالفائدة على الشركة والجهات المساهمة بما فيها هيئة ميناء قناة السويس، أرسل رئيس هيئة ميناء بورسعيد خطابين يشيران إلى قيام هيئة ميناء بورسعيد بإلغاء الترخيصين رقم 372 لسنة 2003، ورقم 3780 لسنة 2006، اعتبارا من 1 ديسمبر 2014 ومنح الشركة مهلة أسبوع لإزالة ما قد يكون على الأرض من منشآت أو إشغالات، وذلك للمصلحة العامة، وبناء على ذلك فإن المساحات المطلوبة التي تطالب هيئة الميناء بإخلائها تصل في مجموعها إلى 56700 متر مربع، بما يعنى إنهاء نشاط الشركة بالكامل وتشريد العاملين بها، مع العلم بأن شركة بورسعيد لتداول الحاويات تقدر أصولها بأكثر من 1000 مليون جنيه، وتحقق إيرادات 500 مليون جنيه سنويا.
وجاء بيان اللجنة النقابية ردا على خطابات هيئة الميناء، ليحذر من خسارة الدولة الكيان الوحيد الوطنى الذي يمارس أعمال النقل والتداول بالبحر المتوسط عند مدخل قناة السويس. ويشير البيان إلى أن ما يحدث من ممارسات من بعض قيادات الهيئة هو لخدمة المشروع الأجنبى لتداول الحاويات بشرق بورسعيد، الذي يرغب في احتكار نشاط تداول الحاويات بالمنطقة على حساب المشروعات الوطنية، مؤكدا أن اللجنة النقابية والعاملين بالشركة لن يسمحا بالتخلى عن سنتيمتر واحد من أرض الشركة.
أزمة جديدة تواجه ميناء غرب بورسعيد وتثير الجدل، وفي الوقت الذي تؤكد صور الخطابات الرسمية ومصادر الشركة نية سحب ترخيص أجزاء مهمة من رصيف الميناء، تنفى إدارة هيئة الميناء ذلك على لسان رئيس مجلس إدارتها اللواء مدحت عطية، رئيس مجلس إدارة الهيئة العامة لميناء بورسعيد، الذي يؤكد أنه لا نية لاستغلال الرصيف في أي أنشطة أخرى، وأن العمل يسير بشكل طبيعى على رصيف الحاويات، وأنه يعمل بكامل طاقته، مشيرا إلى أن هيئة الميناء شريك في الشركة بنسبة 38 %.
لكن بيان النقابة يؤكد أن قرار هيئة الميناء قد تم إيقافه لكن لم يتم إلغاؤه حتى الآن. والمشكلة كما يرويها أحمد خيرالله، أخصائى ساحات بالشركة أنها ليست المرة الأولى التي يتم فيها التربص بشركة بورسعيد لتداول الحاويات، رغم أهمية الميناء لمصر، سواء من جانب الأمن القومى، حيث إنه استطاع توفير احتياجات مصر من القمح عن طريق وحدة الشفاطات التي لم تتوقف عن العمل خلال ثورة 25 يناير، أو من الناحية الاجتماعية حيث إنه يعمل به 2200 موظف، عمالة مباشرة، ويستفيد منه أكثر من 15000 في شكل عمالة غير مباشرة، من نقل أو تحميل ومستخلصين.
مشيراً إلى أنها شركة وطنية تابعة للدولة خاضعة لقانون الاستثمار، وهي إحدى شركات الشركة القابضة للنقل البحرى. وهو الميناء الوحيد تقريبا في حوض البحر المتوسط والشرق الأوسط الذي لا يتأثر العمل به بالظروف الجوية من النوات بسبب موقعه الاستراتيجى المتميز، كما يوضح خير الله.
ويضيف أنه تم أخيرا الانتهاء من أعمال صيانة وتعميق رصيف حاويات ميناء غرب وتعميق المجرى الملاحى بطول 350 مترا، من أجل استقبال الحاويات العملاقة. لكن ما يحدث، والحديث لخير الله، هو الاتجاه نحو منح نحو 300 متر من الرصيف المطلوب إخلاؤه لوضع «تنكر» لاستيراد الغاز الطبيعى لاستخدامه في الكهرباء. وكلمة السر كما أكد أكثر من مصدر في الشركة هي «قرار سيادى».
هشام محجوب، مهندس بحرى وقائد فريق «بورسعيد 2020»، للرقابة والمساهمة الشعبية، يؤكد أن شركة حاويات غرب بورسعيد هي الشركة المصرية الوحيدة في كل موانى هيئة قناة السويس، وأنها مصدر لدخل مباشر قيمته 500 مليون جنيه، ونحو مليار ونصف المليار جنيه دخلا غير مباشر، في الوقت الذي مازالت فيه هيئة الموانى تسدد ديون حفر الشركة الدانماركية في شرق بورسعيد منذ 1999. وكان قائد الفريق قد وصلته معلومات عن اعتزام استخدام الجزء المستقطع من الرصيف في استقبال «التنكر».
وهو ما يتنافى كما يقول محجوب، مع المعايير الدولية من ضرورة بعد تنكر الغاز عن أي تجمعات سكانية، وعن أي كثافة مرورية لحركة الوحدات البحرية. موضحا أن " المنطقة في ميناء غرب مركز لتداول الحاويات، منطقة كثافة مرورية للمعديات، كما يمثل وجود التنكر خطرا على المجرى الملاحى للقناة. ووجوده في مثل هذه المنطقة يعتبر بمثابة قنبلة شديدة الانفجار. وفي حال حدوث مشكلة يجب أن تكون دائرة الإخلاء 3 كيلو و 200 متر، وهو ما يهدد بوضع المجرى الملاحى للقناة في خطر دائم لمدة 24 ساعة.
ويضيف قائد فريق المساهمة والرقابة الشعبية أن هناك حلولا بديلة متوافرة لاستقبال تنكر الغاز، فهناك منطقة لتداول البترول في شرق بورسعيد، كما يوجد أيضا رصيفان لتداول الغاز الطبيعى في ميناء دمياط بعيدا عن التجمع العمرانى، وحركة الكثافة المرورية للسفن. إذن لماذا الإصرار على وقوف تنكر الغاز في ميناء غرب، داخل قناة السويس؟ فالقوات المسلحة كانت قد تنازلت عن أرض ملك للجيش بهدف تطوير ميناء غرب، فلماذا نحاول الآن الوقوف في وجه التطوير؟
ويشير محجوب إلى أنه بإجراء عدة اتصالات مع هيئة قناة السويس والشركة القابضة للنقل البحرى وشركة حاويات بورسعيد، أكدت رفضها لوجود التنكر على رصيف حاويات ميناء غرب.
لكن الجدير بالذكر أن المسئولية في المنطقة موزعة بين عدة جهات، فملكية البحر لهيئة قناة السويس، والأرض تحت إدارة هيئة الميناء، أما الشركة القابضة للنقل البحرى فتمتلك المعدات، وهو ما يؤدى إلى الكثير من الجدل والتضارب في كثير من الأحيان، فمن له إذن القرار الأخير؟
ومن جانبه، نفى اللواء مدحت عطية، رئيس مجلس إدارة هيئة الميناء، واستنكر ما يقال عن تخصيص الرصيف، مشيرا إلى أن وجود «تنكر غاز» لايزال محض دراسة من جانب الهيئة، في جميع الموانى. مؤكدا أن العمل يجرى على قدم وساق في ميناء غرب قائلا: «نحن شركاء في شركة بورسعيد لتداول الحاويات، وما يجرحهم يجرحنا».
نفى من جانب الهيئة، وقلق وتوجس على الجانب الآخر، خاصة العاملين بالشركة الذين طالما عانوا ـ كما يقول خير الله ـ من إهمال الدولة لتطوير وتنمية الشركة الوطنية الوحيدة في المنطقة، خاصة في ظل إعادة تخطيط مشروع المحور وضرورة حماية الشركة الوطنية.
فالمعايير العالمية ـ كما يؤكد هشام محجوب ـ تقضى بضرورة أن يكون الميناء الأم ملك للدولة حتى لا يتم لى ذراعها. مشيرا إلى أزمة العين السخنة العام الماضى بعد أن قررت إدارة موانى دبى غلق الميناء نتيجة اعتصام العمال. وكان ميناء الأدبية، وهو الميناء الوطنى، قد أغلق بأمر عاطف عبيد رئيس مجلس الوزراء الأسبق.
وأوضح أن ميناء غرب هو البديل في حالة حدوث أي مشكلات في سيناء وفي المنطقة الشرقية، ويجب حمايته والحرص على تطويره، وعدم المساس برصيفه، أو أنشطته. خاصة أن موضوع الرصيف قد أحدث أزمة العام الماضى بسبب نية تخصيص جزء منه لمصلحة إحدى الشركات الكيميائية الكبرى، مما كان يهدد بكارثة في الميناء توقفت بعد عدة اجتماعات وضغوط مختلفة.
وفى ظل الاتجاه العام نحو المشروع القومى لتنمية محور قناة السويس، الذي يحرص الجميع على المشاركة فيه - وهو ما يؤكده رئيس مجلس إدارة الهيئة - فإن العاملين بشركة بورسعيد للحاويات يطالبون اليوم أيضا بضمانات لحماية شركتهم الوطنية، وإعادة رسم خريطة الشركة بأرصفتها المخصصة دون وساطة، وعدم التعامل معها كشريك أجنبى من جانب هيئة الميناء. وحمايتها من تهديدات إنهاء الترخيص وتوقف النشاط، فضلا عن ضمان المنافسة مع الشركات الأجنبية.

## وصلات خارجية
- الموقع الرسمي لشركة بورسعيد لتداول الحاويات والبضائع